# Peć
Peć (se citește Peci) este un oraș și municipiu situat în nordul provinciei Kosovo, și centru de administrare în districtul Peć.
Numele orașul în limba sârbă este Peć (Пећ); forma definită în limba albaneză este Peja, iar forma nedefinită este Pejë. Alte nume folosite pentru oraș sunt Pescium și Siparantum în limba latină; în limba turcă Ipek sau İpek, în evul mediu era cunoscut ca Pentza.
Municipiul acoperă o suprafață de 602 km², incluzând orașul și 95 de sate; este împărțit în 28 de comunități teritoriale. Municipiul are o populație de aproximativ 170,000 (2008), din care 81,000 locuiesc în orașul Peć.

## Istorie
Orașul este situat într-o poziție strategică pe râul Pećka Bistrica, un afluent al râului Drinul Alb la est de Alpii de Nord ai Albaniei. În timpul dominației Imperiului Roman orașul se numea Pescium; sau Siparantum, după cum relatează Geografia lui Ptolomeu.
Orașul a devenit un important centru religios al Serbiei medievale, în timpul domniei lui Ștefan Dușan, țarul Serbiei, stabilind centrul Bisericii Ortodoxe Sârbe în 1346. Și-a păstrat statutul până în 1766, când Patriarhia de la Peć a fost desființată. Conducător al Bisericii Ortodoxe Sârbe a devenit întâistătorul Mitropoliei de Carloviț (din 1848 Patriarhia de Carloviț). Orașul Peć și împrejurimile sale sunt locuri de pelerinaj pentru credincioși. Mănăstirea Visoki Dečani din secolul al XIV-lea, înscrisă în patrimoniul mondial UNESCO, se află la 19 km în sud, aproape de Dečani.
Spre sfârșitul secolului al XIV-lea Peć a fost cucerit de Imperiul Otoman făcându-se schimbări majore, inclusiv schimbarea numelui în Ipek. Orașul a fost cuprins de un număr mare de turci, iar mulți dintre urmașii lor încă locuiesc în această zonă, cu un caracter distinct oriental, cu străzi înguste și case vechi în stil turcesc. De asemenea a oferit un caracter islamic pentru construirea moscheilor, iar multe dintre acestea sunt active. Una dintre acestea este moscheea Bajrakli, construită de Imperiul Otoman în secolul al XV-lea și se află în centrul orașului.
Cele cinci secole de ocupație ale Imperiului Otoman s-au sfârșit în primul război balcanic (1912-1913), când Muntenegru a preluat controlul orașului. Spre sfârșitul anului 1915, în timpul Primului Războiului Mondial, Imperiul Austro-Ungar a cucerit orașul. Peć a fost recucerit în octombrie 1918. După sfârșitul primului război mondial, Peć făcea parte din Regatul Iugoslaviei. Între 1931-1941 orașul aparținea de Zeta Banovina. În timpul celui de-al doilea război mondial orașul a fost ocupat de Albania. După sfârșitul celui de-al Doilea Război Mondial, Peć era parte din Iugoslavia ca parte din Republica Socialistă Serbia.
Relațiile dintre sârbi și albanezi, care reprezentau majoritatea populației, au fost tensionate în secolul al XX-lea. În timpul Războiului din Kosovo din 1999, orașul a fost grav afectat și ucideri în masă.. Mai multe pagube au fost produse în timpul tensiunilor etnice din 2004.

## Economie
Economia a fost grav afectată de război, dar de-a lungul istoriei orășenii se axau pe agricultură, și pe meșteșugire de către meșteșugarii tradiționali ai orașului: fierari de cupru, fierari de aur, fabricanți de papuci, tăbăcari de curele, fabricanți de șa, etc.

## Locuri turistice
Peć are locuri turistice frumoase, inclusiv Canionul Rugova, skiul fiind și acesta posibil în apropierea munților. Canionul Rugova s-a format pe râul Pećka Bistrica care străbate munții în amonte de orașul Pec (Peja). Este recunoscut prin peisajul sălbatic, grote și peșteri, cascade și panorame magnifice.

## Demografie
| Structura etnică                                                                                     |          |       |       |     |             |   |             |      |          |     |             |   |         |
| An/Populație                                                                                         | Albanezi | %     | Sârbi | %   | Muntenegrii | % | Romi        | %    | Bosniaci | %   | Alte etnii  | % | Total   |
| Recensământul din 1961                                                                               | 41,532   | 62.35 | 8,852 |     | 12,701      |   | 728         |      | 1,397    | 2.1 |             |   | 66,656  |
| Recensământul din 1971                                                                               | 63,193   | 70.12 | 9,298 |     | 11,306      |   | 433         |      | 5,203    |     |             |   | 90,124  |
| Recensământul din 1981                                                                               | 79,965   | 71.99 | 7,995 |     | 9,796       |   | 3,844       | 3.46 | 8,739    |     |             |   | 111,071 |
| Recensământul din 1991                                                                               | 96,441   | 75.5  | 7,815 |     | 6,960       |   | 4,442       | 3.5  | 9,875    |     |             |   | 127,796 |
| Ianuarie 1999                                                                                        | 104,600  |       | 950   |     |             |   | 3,500-4,000 |      |          |     | 4,000-4,200 |   | 113,000 |
| Mai 2006                                                                                             | 78,712   | 86.3  | 1000  | 1.2 |             |   | 1,800       | 1.9  | 5000     | 5.4 |             |   | 91,112  |
| Sursa: Recensământul populației Iugoslavia de-a lungul anului 1991, Estimările OSCE din 1999 și 2006 |          |       |       |     |             |   |             |      |          |     |             |   |         |

Conform recensământului din 1981, orașul avea o populație de 54,497; conform recensământului din 1991, populația a crescut la 68,163. În 2003 populația orașului era de 81,800.
Populația din 2008 era de aproximativ 170,000, dintre care 81,000 locuiesc în orașul Peć.
Cea mai mare parte a populației este de etnie albaneză, dar este și o mare comunitate minoritară. Cei mai mulți sârbi locuiesc în enclavele din Goraždevac, cu o populațe de aproximativ 850. De asemenea, este și o mare comunitate de bosniaci în orașul Peć și Vitomirica, pe când comunitățile semnificative de romi, ashkali și egipteni locuiesc în zonele rulale și urbane.

## Sport
Peć este unul dintre orașele cu cele mai bune performanțe din liga sportivă kosovară. Echipa de fotbal premiată este KF Besa; echipele de baschet sunt KB Peja și KF Shqiponja. Ambele echipe sunt debutante în superliga kosovară. KB Peja este clubul cel mai vechi dar deține și cele mai bune rezultate. În plus orașul găzduiește o echipă de handbal KH Besa Famiglia, o echipă de volei Ejona Peja, o echipă de judo Ippon, precum și o echipă de baschet feminină KB Penza.